# Wilne żyttia plus
Wilne żyttia plus (ukr. Вільне життя плюс) – gazeta ogólnoukraińska, ukazująca się w języku ukraińskim dwa razy w tygodniu (środa, piątek) w Tarnopolu, siedzibie administracyjnej obwodu tarnopolskiego na Ukrainie. Redaktorem naczelnym gazety jest Petro Fedoryszyn.